# Tenmon
Pour l'ère japonaise, voir l'Ère Tenbun.
Tenmon (天門, Tenmon), né Atsushi Shirakawa (白川 篤史, Shirakawa Atsushi) à Tokyo le 4 octobre 1971, est un compositeur et arrangeur musical japonais connu pour sa participation dans la composition de films d'animation et de jeux vidéo.

## Biographie
Atsushi Shirakawa naît à Tokyo en 1971. Il rejoint la société de jeux vidéo Nihon Falcom en avril 1990. Il y travaille sur la musique de nombreuses séries de jeux vidéo comme Brandish ou The Legend of Heroes - Gagharv Trilogy. Il réalise la musique pour le début de The Legend of Heroes III: Song of the Ocean (en), produit par Makoto Shinkai, qui venait de rejoindre la compagnie. En 1999, pendant qu'il travaille encore pour Nihon Falcom, il réalise la musique pour le court-métrage Kanojo to kanojo no neko, de Shinkai. En 2002, il quitte son emploi dans une compagnie d'électronique pour devenir musicien à temps plein.
En octobre 2009, il se joint à Shinkai pour la production du film Voyage vers Agartha, alors que le projet est déjà bien avancé. La même année, un album intitulé Promise (新海誠作品イメージアルバム「Promise」, Shinkai makoto sakuhin imējiarubamu 'Promise') est joué par le Eminence Symphony Orchestra (en) à Sydney, pour commémorer les dix ans de collaboration entre Shinkai et Tenmon. En 2011, il effectue une mise à jour sur son statut, confirmant qu'il a survécu au séisme de 2011 de la côte Pacifique du Tōhoku. Il arrête en 2019 sa collaboration avec la société de jeux Minori, avec laquelle il était affilié depuis 2002.

## Compositions

### Médias d'animation

#### Cinéma
| Nom (nom japonais)                                  | Année | Réalisateur    | Société de production |
| --------------------------------------------------- | ----- | -------------- | --------------------- |
| Kanojo to kanojo no neko (彼女と彼女の猫)           | 1999  | Makoto Shinkai | CoMix Wave Films      |
| The Voices of a Distant Star (ほしのこえ)           | 2002  | Makoto Shinkai | CoMix Wave Films      |
| La Tour au-delà des nuages (雲のむこう、約束の場所) | 2004  | Makoto Shinkai | CoMix Wave Films      |
| 5 centimètres par seconde (秒速5センチメートル)     | 2007  | Makoto Shinkai | CoMix Wave Films      |
| Voyage vers Agartha (星を追う子ども)                | 2011  | Makoto Shinkai | CoMix Wave Films      |

#### Télévision
| Série (nom en japonais)                                 | Année | Chanson                                                               | Remarques                                                                 |
| ------------------------------------------------------- | ----- | --------------------------------------------------------------------- | ------------------------------------------------------------------------- |
| Wind: A Breath of Heart (en) (Wind -a breath of heart-) | 2004  | Feel on the wind                                                      |                                                                           |
| Ef: A Tale of Memories (ef - a tale of memories)        | 2007  | Bande originale                                                       | Fait aussi partie du comité de production.                                |
| A Gathering of Cats (ja) (猫の集会)                     | 2007  | Bande originale                                                       | La mini-série fait partie de la collection de court-métrages Ani-Kuri 15. |
| Ef: A Tale of Melodies (ef - a tale of melodies)        | 2008  | Bande originale                                                       | Fait aussi partie du comité de production.                                |
| Que sa volonté soit faite (神のみぞ知るセカイ)          | 2010  | Tatta ichido no kiseki (arrangement) Hajimete no iro (arrangement)    |                                                                           |
| Waza no tabibito (ja) (技の旅人)                        | 2011  | Anata no tabi o… (avec Shun Matsuena et Sora Yuizuki) Bande originale |                                                                           |
| Tsurezure Children (徒然チルドレン)                     | 2017  | Bande originale                                                       |                                                                           |

### Jeu vidéo

#### Nihon Falcom
| Série                                | Jeu                                                                                  | Année      |
| ------------------------------------ | ------------------------------------------------------------------------------------ | ---------- |
| Brandish (en)                        | Brandish (ブランディッシュ)                                                          | 1991       |
| Brandish (en)                        | Brandish 2 (ブランディッシュ2)                                                       | 1993       |
| Brandish (en)                        | Brandish 3 (ブランディッシュ3)                                                       | 1994       |
| Brandish (en)                        | Brandish VT (ブランディッシュVT)                                                     | 1996       |
| Brandish (en)                        | Brandish 4 (ブランディッシュ4)                                                       | 1998       |
| Lord Monarch: Tokoton Sentō Densetsu | Advanced Lord Monarch (アドバンスドロードモナーク)                                   | 1991       |
| Lord Monarch: Tokoton Sentō Densetsu | Monarch Monarch (モナークモナーク)                                                   | 1998       |
| Popful Mail (ぽっぷるメイル)         | Popful Mail (ぽっぷるメイル)                                                         | 1991       |
| Dragon Slayer: The Legend of Heroes  | Dragon Slayer: The Legend of Heroes II (ドラゴンスレイヤー英雄伝説II)                | 1992       |
| Ys                                   | Ys IV (en) (イースIV)                                                                | 1993       |
| Ys                                   | Ys V: Lost Kefin, Kingdom of Sand (イースV -失われた砂の都ケフィン-)                 | 1995       |
| Ys                                   | Ys Eternal (イースエターナル)                                                        | 1998       |
| Ys                                   | Ys II Eternal (イースIIエターナル)                                                   | 2000       |
| Ys                                   | Ys I-II Full Version (イースI・II完全版)                                             | 2001       |
| The Legend of Xanadu (ja)            | The Legend of Xanadu (風の伝説ザナドゥ)                                              | 1994       |
| The Legend of Xanadu (ja)            | The Legend of Xanadu II (風の伝説ザナドゥII)                                         | 1995       |
| Gagharv Trilogy (ja)                 | The Legend of Heroes II: Prophecy of the Moonlight Witch (en) (英雄伝説III 白き魔女) | 1994, 1999 |
| Gagharv Trilogy (ja)                 | The Legend of Heroes: A Tear of Vermillion (en) (英雄伝説IV 朱紅い雫)                | 1996, 2000 |
| Gagharv Trilogy (ja)                 | The Legend of Heroes III: Song of the Ocean (en) (英雄伝説V 海の檻歌)                | 1999       |
| Xanadu (リバイバルザナドゥ)          | Xanadu (リバイバルザナドゥ)                                                          | 1995       |
| Sorcerian                            | Sorcerian Forever (ソーサリアンフォーエバー)                                         | 1997       |
| Sorcerian                            | Sorcerian Original (ソーサリアンオリジナル)                                          | 2000       |
| Vantage Master                       | Vantage Master (ヴァンテージ・マスター)                                              | 1997       |
| Vantage Master                       | Vantage Master V2 (ヴァンテージ・マスターV2)                                         | 1998       |
| Vantage Master                       | VM JAPAN (ja) (VM JAPAN & VM JAPAN パワーアップキット)                               | 2002       |
| Zwei!! (ツヴァイ!!)                  | Zwei!! (ツヴァイ!!)                                                                  | 2001       |

#### Minori(en)
| Nom                                         | Nom original                                      | Année      |
| ------------------------------------------- | ------------------------------------------------- | ---------- |
| Wind: A Breath of Heart (en)                | そよかぜのおくりもの -Wind Pleasurable Box-       | 2002       |
| Haru no Ashioto (en)                        | さくらのさくころ -はるのあしおと Pleasurable Box- | 2004       |
| Ef: A Fairy Tale of the Two                 | ef - a fairy tale of the two.                     | 2006, 2008 |
| Eden*                                       | eden*                                             | 2009       |
| Supipara - Alice the magical conductor (ja) | すぴぱら - Alice the magical conductor.           | 2012       |
| Perseus in the Summer Sky (ja)              | 夏空のペルセウス                                  | 2012       |
| Eve of the 12th Month (ja)                  | 12の月のイヴ                                      | 2014       |
| Soreyorino Prelude (ja)                     | ソレヨリノ前奏詩                                  | 2015       |
| Tsumi no hikari rendez-vous (ja)            | 罪ノ光ランデヴー                                  | 2016       |
| Torinorain (ja)                             | トリノライン                                      | 2017       |
| For the beast of the day                    | その日の獣には、                                  | 2019       |

#### Autres
| Nom                                      | Année | Compagnie   |
| ---------------------------------------- | ----- | ----------- |
| Fragment of Water (みずのかけら)         | 2001  | io          |
| Fragment of Tenshi (てんしのかけら)      | 2003  | io          |
| Hoshiori yumemirai (ja) (星織ユメミライ) | 2015  | tone work's |